# Christian Schäfer (Filmregisseur)
Christian Schäfer (* 1990 in Dillenburg) ist ein deutscher Regisseur und Filmproduzent.

## Leben
Christian Schäfer wuchs in seiner Heimat im mittelhessischen Fleisbach (Sinn) bei Herborn auf. Nach seinem Fachabitur 2009 sammelte er Erfahrungen bei Film- und Theaterproduktionen in der Aufnahmeleitung und Regieassistenz. Von 2013 bis 2017 absolvierte er ein Studium im Fachbereich Filmregie in Köln. 2014 realisierte Schäfer im Auftrag der DFB-Kulturstiftung und in Kooperation mit dem Kölner Jugendzentrum anyway den Film Zwei Gesichter, der als erster offizieller DFB-Film zum Thema Homophobie im Fußball Beachtung fand. Schäfer ist als Produzent bei der Filmproduktionsfirma Rabiatfilm tätig.
Sein von der Film- und Medienstiftung NRW geförderter mittellanger Spielfilm Dieter Not Unhappy mit Christoph M. Ohrt, Leslie Malton und François Goeske in den Hauptrollen diente als Abschlussarbeit und feierte beim 39. Max Ophüls Preis seine Festivalpremiere. Der Film wurde auf mehreren internationalen Filmfestivals im Wettbewerb gezeigt und ausgezeichnet.
Mit der Rabiatfilm konnte Schäfer 2020 den Kinothriller Trübe Wolken realisieren, in dem unter anderem Jonas Holdenrieder, Devid Striesow und Max Schimmelpfennig mitwirkten. Die Dreharbeiten zu dieser von der Hessischen Filmförderung und der Filmstiftung NRW geförderten Produktion erregten als eine der ersten Kinofilmproduktionen nach Beginn der Einschränkungen aufgrund der COVID-19-Pandemie öffentliches Interesse und wurden durch mediale Berichterstattung in Presse und Fernsehen thematisiert.

## Filmografie
- 2013: Julian – junge liebe anders (Webserie / Staffel 3)
- 2014: Zwei Gesichter (Kurzfilm)
- 2016: Hiebfest
- 2017: Dieter Not Unhappy
- 2021: Trübe Wolken

## Auszeichnungen und Nominierungen
- 2015: up-and-coming Int. Film Festival Hannover – Deutscher Nachwuchsfilmpreis – nominiert
- 2016: Volker-Rodde-Preis – Bester Film des Jahres – gewonnen
- 2017: Volker-Rodde-Preis – Bester Film des Jahres – gewonnen
- 2018: Max-Ophüls-Preis – Bester Mittellanger Film, Publikumspreis Mittellanger Film  – nominiert
- 2018: Palm Springs International ShortFest – Best of Festival, Best International Short – nominiert[6]
- 2018: Filmfestival Kitzbühel – Best International Short – nominiert
- 2018: California Independent Film Festival – Slate Award Best Student Film – gewonnen
- 2018: shnit worldwide shortfilm festival – International Competition – nominiert
- 2019: Grenzland-Filmtage Selb – Bester mittellanger Spielfilm – nominiert
- 2021: Festival des deutschen Films Nominierung für den Rheingold-Publikumspreis[7]
- 2021: Filmfestival Cottbus Nominierung im U18-Wettbewerb Jugendfilm[8]
- 2021:Filmfestival Max Ophüls Preis 2021 Nominierung im Wettbewerb Spielfilm[9]
- 2021: Kinofest Lünen Nominierung im Wettbewerb um die Lüdia[10]
- 2021: Lichter Filmfest Lobende Erwähnung[11]